# Embragatge

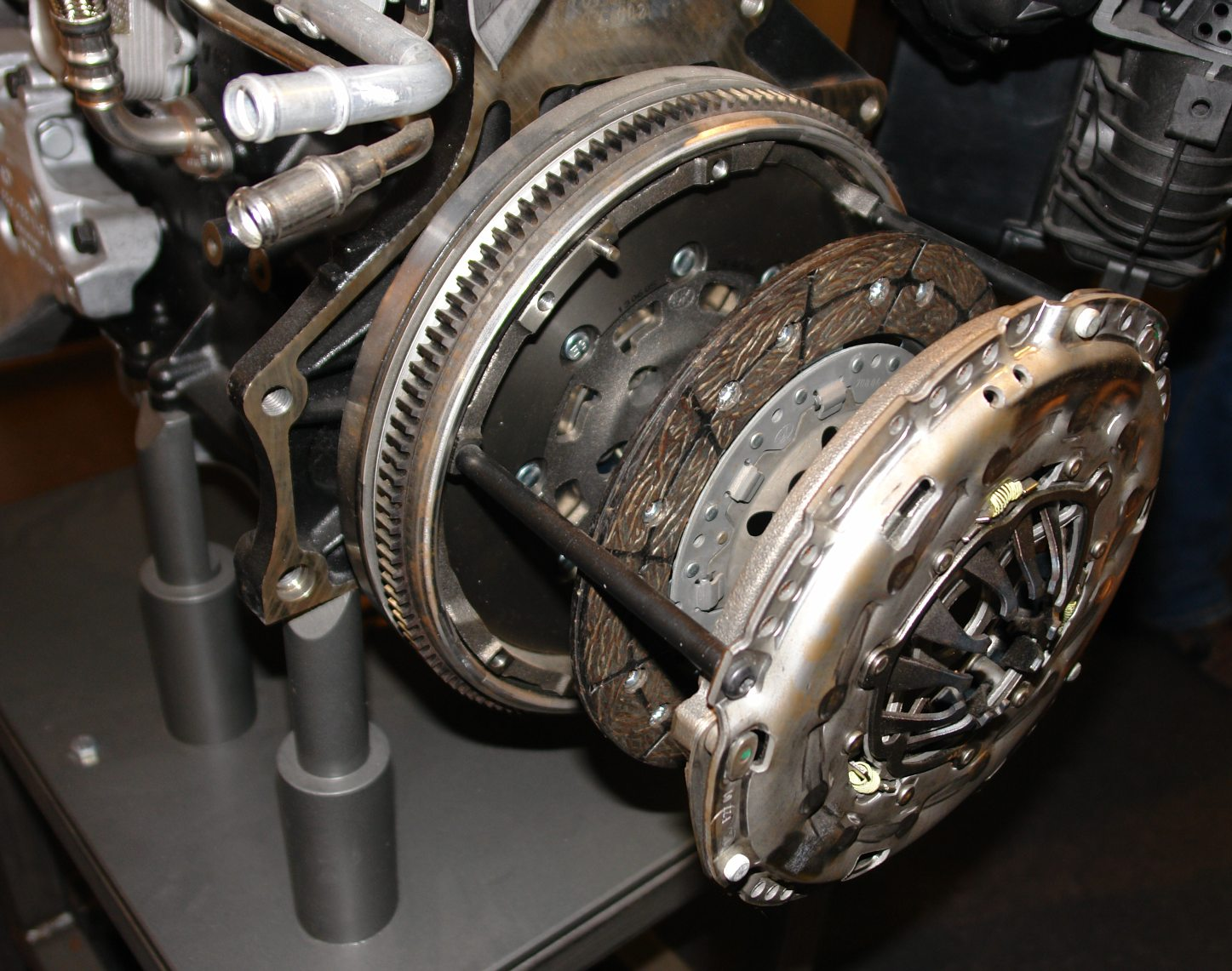
Embragatge d'automòbil

Un embragatge és un mecanisme que permet connectar o desconnectar un eix o arbre motriu amb un altre eix o arbre conduït, per aconseguir que tots dos tinguin o no la mateixa velocitat de rotació.
Hi ha molts tipus d'embragatges: de dents, d'acció progressiva, hidràulica, electromagnètics, etc i tots són molt utilitzats, però el més conegut és l'embragatge que tenen els automòbils entre el motor i la caixa de canvis, amb la missió de tallar o transmetre el gir des del primer cap al segon i d'allà a les rodes a voluntat del conductor, l'embragatge és doncs un transmissor del parell motor.

## Funcionament
Està constituït per un conjunt de peces situades entre el motor i els dispositius de transmissió i assegura un nombre de funcions:
- En posició acoblat (o «embragat») transmet el parell motor subministrat pel motor. En un automòbil, quan l'embragatge gira, el motor està vinculat a la transmissió.
- En posició desacoblat (o «desembragatge») s'interromp la transmissió. En un automòbil, les rodes giren lliures o estan detingudes i el motor pot continuar girant sense transmetre aquest parell de gir a les rodes.
- En les posicions intermèdies restableix progressivament la transmissió de parell, mitjançant fregament o fricció.

Si considerem l'equació que defineix la potència ({\displaystyle P}) d'un motor:
| Símbol                  | Nom                                       | Unitat | Fórmula                           |
| ----------------------- | ----------------------------------------- | ------ | --------------------------------- |
| {\displaystyle P}       | Potència                                  |        |                                   |
| {\displaystyle M}       | Par motor                                 |        |                                   |
| {\displaystyle F}       | Força mitjana de la biela sobre el canell |        |                                   |
| {\displaystyle r}       | Ràdio del canell del cigonyal             |        |                                   |
| {\displaystyle n}       | Revolucions per minut del motor           | rpm    |                                   |
| {\displaystyle \omega } | Velocitat angular                         |        | {\displaystyle \omega =2\pi n/60} |

Segons la qual, en la transmissió de força mitjançant gir (la definició mateixa de moment de força o parell) tota disminució de la velocitat de gir (RPM) implica un augment de parell en la mateixa proporció. Aquesta és la raó de ser de les desmultiplicacions de la caixa de canvi i del grup, reduir la velocitat de gir per guanyar parell.

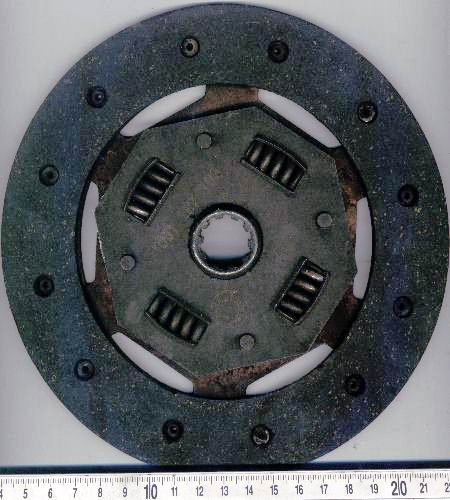
Disc d'embragatge.

Per tant, una disminució a la meitat del règim del primari respecte al del motor, implica un augment al doble del parell transmès al primari, conservant-se el producte, o sigui la potència, sense tenir en compte les pèrdues per calor degudes al fregament.
Això s'entén fàcilment si s'imagina intentant pujar una pujada molt pronunciada, fins al punt de fer patinar l'embragatge durant un període prolongat: d'aquesta manera s'obté el parell que el motor no pot donar, mitjançant reducció del règim en entrar la força al canvi.
Així mateix, permet moderar els xocs mecànics evitant, per exemple, que el motor s'aturi o que els components dels sistemes es trenquin per la brusquedat que es produeix entre la inèrcia d'un component que es troba en repòs i la potència instantània transmesa per l'altre. I funciona per un accionament de palanca.

## Tipus d'embragatge

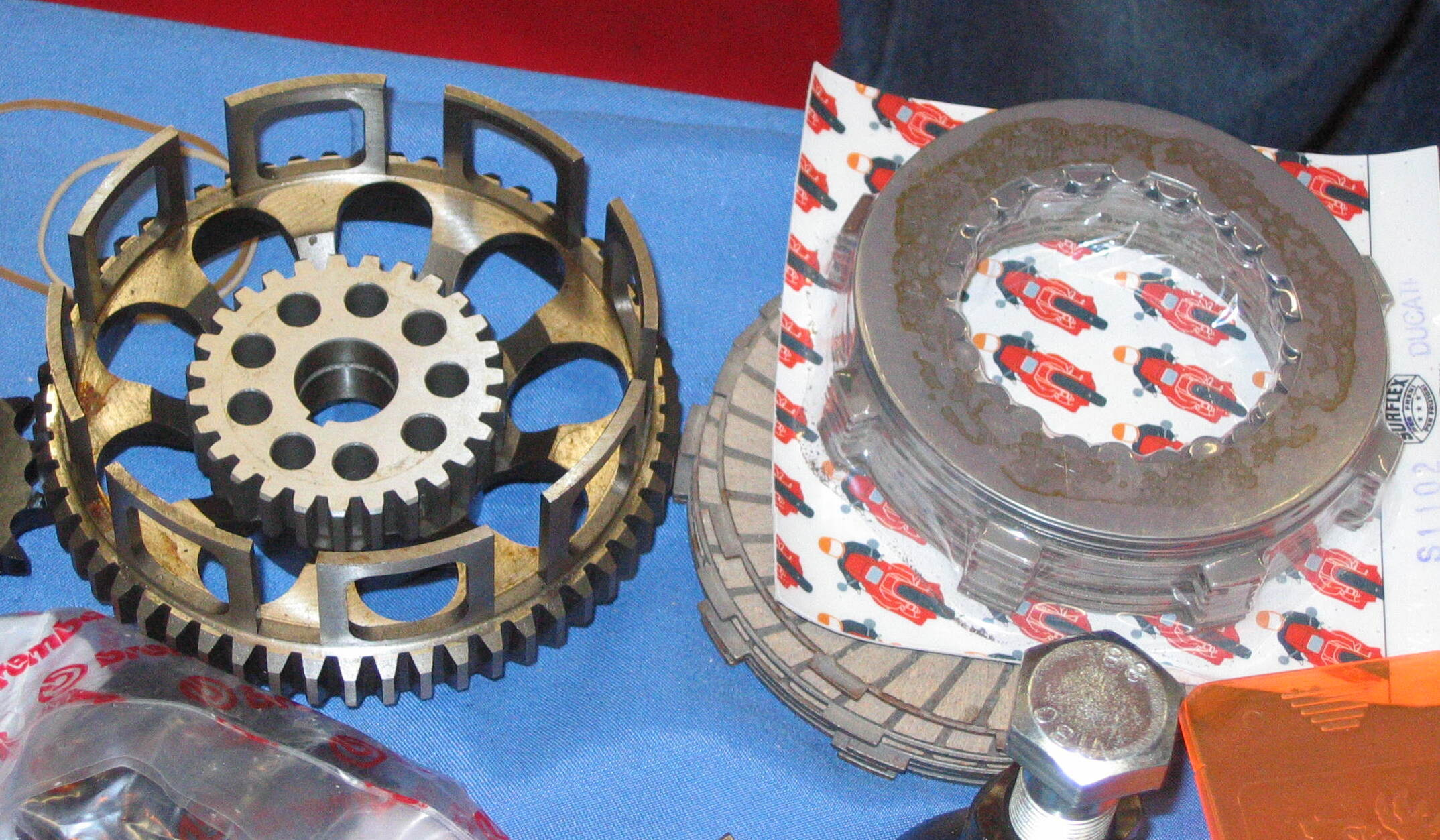
Embragatge de motocicleta

Tots els diferents tipus d'embragatge es poden agrupar en tres classes.

### De fricció
L'embragatge de fricció basa el seu funcionament en l'adherència del disc d'embragatge i el disc de pressió que, a l'unir-se actuen com una sola peça. Els components principals d'un embragatge de fricció són: el disc d'embragatge, el disc de pressió, la carcassa, les molles i les palanques d'accionament. Per tal que el disc d'embragatge transmeti a la caixa de canvis l'esforç de rotació el material de fabricació del disc ha de ser adherent i resistent al fregament i a la calor, per això el material més utilitzat és el ferodo, un material amb base d'asbest que es subjecta al disc amb reblons. Actualment, en ser el ferodo un material cancerigen s'utilitza una barreja de fibres especials a base de llana de vidre.
La dimensió del disc d'embragatge és una de les característiques més importants i depèn del tipus de vehicle al qual estigui destinat, depenent del parell motor a transmetre i de l'esforç resistent (el pes del vehicle). L'acoblament del disc d'embragatge amb el volant motor es realitza mitjançant un conjunt de peces que es diu mecanisme d'embragatge i que té un component que és el disc de pressió, un disc d'acer que s'acobla al disc d'embragatge, per una banda, i s'uneix a la carcassa amb unes molles helicoïdals que exerceixen la pressió entre el disc de pressió i el disc d'embragatge mitjançant les palanques d'accionament.
Actualment, s'utilitzen els embragatges de diafragma en què les molles helicoidals són substituïdes per un diafragma, un disc prim d'acer amb forma cònica, ja que té una sèrie d'avantatges respecte als primers com són la facilitat de construcció, el repartiment uniforme de la força exercida sobre el disc de pressió, facilitat d'equilibri i menor esforç de desembragatge.

### Electromagnètic
Igual que l'anterior el seu funcionament es basa en la unió de dues peces de manera que actuen com una de sola, però la unió és en aquest cas mitjançant els efectes dels camps magnètics. En aquest tipus d'embragatge el canvi de marxa és més progressiu i requereix un esforç per ser accionat molt menor i te una sèrie d'avantatges respecte als de fricció com són que l'acoblament és menys brusc, fa menys soroll i pateix menys desgast.

### Hidràulic
L'element d'unió és l'oli que fa que l'acoblament sigui molt més suau i els embragaments d'aquest tipus siguin completament automàtics.
D'altra banda, també existen diferents tipus d'embragatge que es classifiquen en part amb les esmentades anteriorment:
- Segons el nombre de discos
  - Hidràulic. No teniu discos. Es fa servir en vehicles industrials.
  - Monodisc sec.
  - Bidisc sec amb comandament únic;
  - Bidisc amb comandament separat (doble);
  - Multidisc humit o sec.
  - Centrífug. No té discos. Es fa servir per exemple en motocicletes i ciclomotors de canvi automàtic per variador.
- Segons el tipus de comandament
  - Comandament mecànic;
  - Comandament hidràulic;
  - Comandament pneumàtic;
  - Comandament elèctric assistit electrònicament.

### Embragatge sec

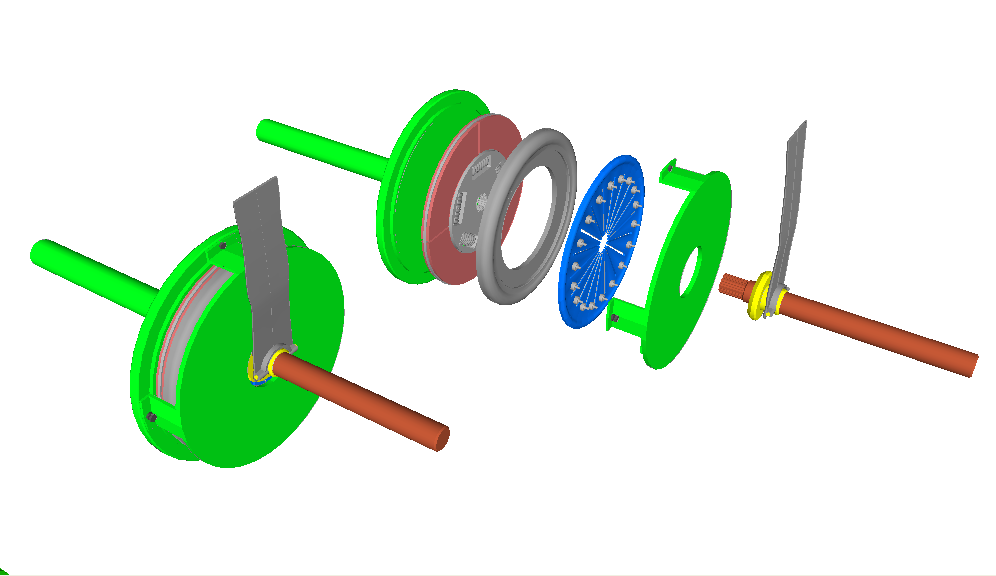
Diagrama d'un embragatge sec

Un embragatge sec utilitza fricció seca per transferir potència des de l'eix d'entrada a l'eix de sortida, per exemple, un "disc de fricció" que pressiona el volant del motor d'un automòbil. La majoria dels embragatges són embragatges secs, especialment en vehicles amb transmissió manual. De vegades cal lliscament d'un embragatge de fricció (on l'embragatge està parcialment acoblat, però els eixos giren a diferents velocitats), com quan un vehicle de motor accelera des d'aturat; no obstant això, el lliscament s'ha de minimitzar per evitar més índexs de desgast.
En un embragatge de "tipus estirada", en pressionar el pedal es llença del coixinet d'alliberament per desacoblar l'embragatge. En un embragatge de "tipus empenta", en trepitjar el pedal s'empeny el coixinet d'alliberament per desacoblar l'embragatge.
Un "embragatge multidisc" consta de diverses plaques de fricció disposades concèntricament. En alguns casos, s'utilitza en lloc d'un embragatge de més diàmetre. Els cotxes de carreres usen embragatges multidisc per controlar la taxa de transferència de potència a les rodes a mesura que el vehicle accelera des d'aturat.
Alguns discs d'embragatge inclouen ressorts dissenyats per canviar la freqüència natural del disc d'embragatge, a fi de reduir el NVH dins del vehicle. A més, alguns embragatges per a automòbils amb transmissió manual usen una vàlvula de retard de l'embragatge per evitar acoblaments abruptes de l'embragatge.

### Embragatge humit
En un "embragatge humit", el material de fricció s'assenta en un bany d'oli (o té un flux d'oli) que refreda i lubrica l'embragatge. Això pot proporcionar un enganxament més suau i una vida útil més llarga de l'embragatge; no obstant això, els embragatges humits poden tenir una eficiència més baixa pel fet que es transfereix una mica d'energia a l'oli. Atès que les superfícies d'un embragatge humit poden ser relliscoses (com amb un embragatge de motocicleta banyat en oli de motor), apilar diversos discos d'embragatge pot compensar el menor coeficient de fricció i així eliminar el lliscament sota potència quan està completament acoblat.
Els embragatges humits solen utilitzar un material de paper compost.

### Embragatge centrífug
Un embragatge centrífug s'acobla automàticament a mesura que augmenta la velocitat de l'eix d'entrada i es desacobla a mesura que disminueix la velocitat de l'eix d'entrada. Les aplicacions inclouen petites motocicletes, escúters, motoserres i alguns automòbils més antics.

### Embragatge de con
Un embragatge de con és similar a l'embragatge de placa de fricció seca, excepte que el material de fricció s'aplica a l'exterior d'un objecte de forma cònica. Una aplicació comuna per als embragatges cònics és l'anell sincronitzador en una transmissió manual.

### Embragatge d'empenta
Un embragatge d'empenta és un disseny antilliscant d'embragatge que s'utilitza en transmissió no síncrona.

### Embragatge d'una sola revolució

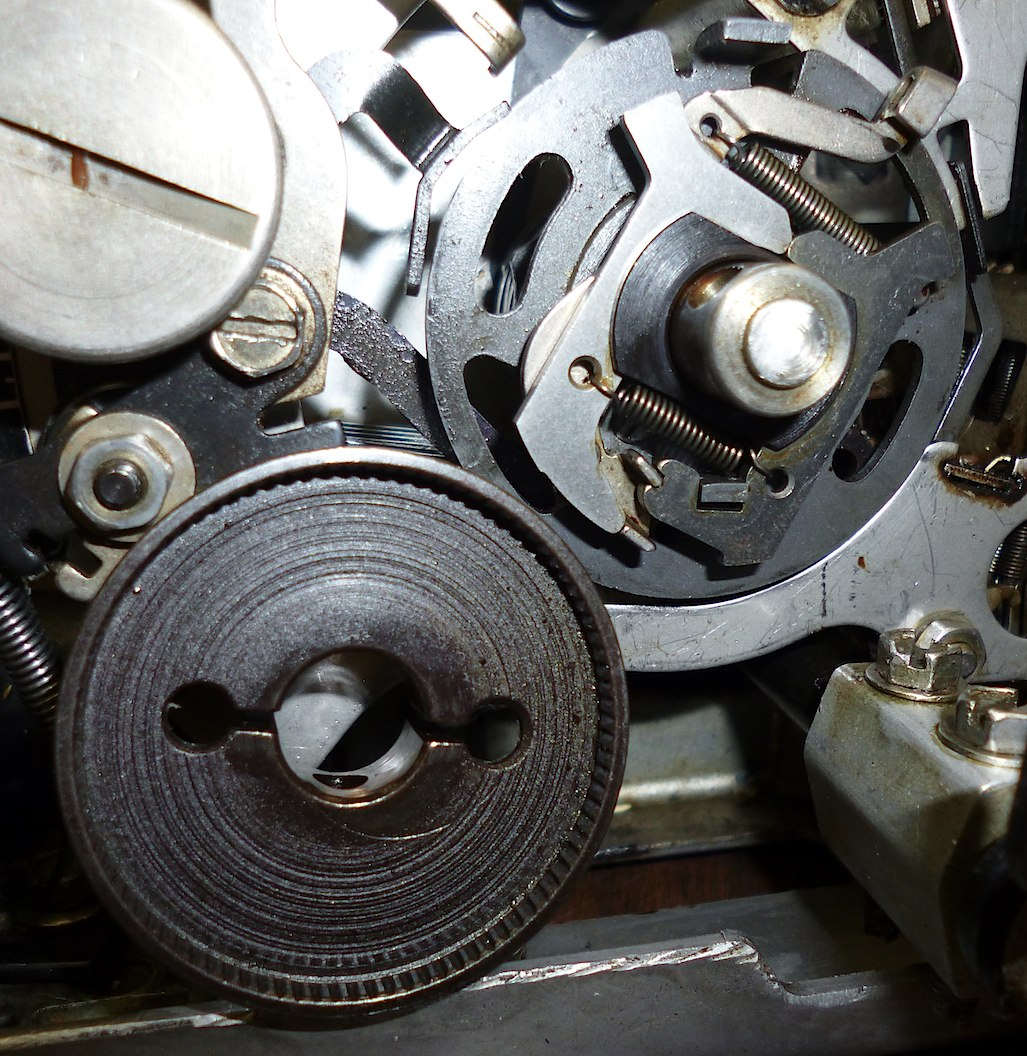
Embragatge d'una sola revolució amb trinquet en cascada en un teleimpressor

El embragatge d'una sola revolució es va desenvolupar al segle xix per accionar maquinària com cisalles o màquines de premsa on una sola estirada de la palanca d'operació o (més tard) pressionar un botó encenia el mecanisme, acoblant l'embragatge entre la font d'energia i el cigonyal de la màquina durant exactament una revolució abans de desacoblar l'embragatge. Quan es desacobla l'embragatge, el membre accionat és estacionari. Els primers dissenys eren típicament embragatges d'empenta amb una lleva en el membre impulsat que s'usava per desenganxar les urpes en el punt apropiat.
Al segle xx es van desenvolupar embragatges de revolució única molt simplificats, que requerien forces operatives molt més petites i, en algunes variacions, permetien una fracció fixa de revolució per operació. Els embragatges de fricció d'acció ràpida van reemplaçar els embragatges d'urpes o d'empenta en algunes aplicacions, eliminant el problema de la càrrega d'impacte a les urpes cada vegada que s'engrana l'embragatge.
A més del seu ús en equips de fabricació pesats, els embragatges d'una sola revolució es van aplicar a nombroses màquines petites. A les màquines tabuladores, per exemple, en prémer la tecla Operar s'activaria un embragatge d'una sola revolució per processar el número ingressat més recentment. A les màquines de composició tipogràfica, en pressionar qualsevol tecla se seleccionava un caràcter en particular i també s'activava un embragatge de rotació única per fer funcionar el mecanisme per escriure aquest caràcter. De manera similar, a teleprinters, el rebut de cada caràcter activava un embragatge d'una sola revolució per operar un cicle del mecanisme d'impressió.

### Elements constitutius i de funcionament

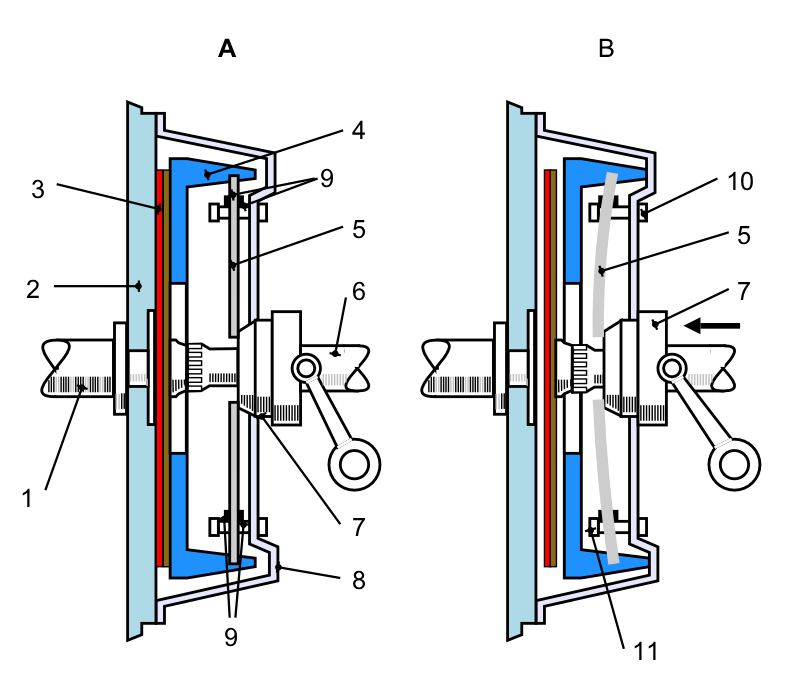
Esquemàtica de funcionament d'un embragatge a diafragma. A: posició d'acoblament o «embragatge», B: posició de desacoblament o «desembragatge»».

1. Cigonyal (o un altre eix conductor);
2. Volant;
3. Disc de fricció;
4. Plat de pressió;
5. Moll o ressort de diafragma;
6. Eix primari o conduït;
7. coixinet d'empenta;
8. coberta o tapa;
9. Anells de suport;
10. Cargols de fixació;
11. Anells.

El mecanisme de l'embragatge està format pels components següents:
- El volant motor 2, cargolat al cigonyal 1.
- El disc de fricció 3 que gira solidari amb l'eix d'entrada al canvi o «primari» 6 gràcies a un estriat.
- El plat de pressió 4, que pressiona el disc assegurant la seva adherència al volant motor 2 quan el mecanisme està en posició de repòs (embragat).
- Els molls del mecanisme (en aquest cas de diafragma), 5 recolzen en el coixinet o «collarí» 7.

Quan el comandament hidràulic (o per cable) del conductor és activat pel conductor, la palanca desplaça el coixinet, el qual empeny el diafragma, que articula sobre els suports 9 que alhora estan fixos a la coberta o tapa 8, deixant llavors de fer força amb el que el disc de fricció ja no recolza sobre el volant. El primari 6 queda lliure, no rep parell del motor, es pot canviar de marxa amb suavitat. De la mateixa manera, sortint des de parat, acoblant el disc de fricció amb el pedal tant més progressivament com més increment de parell es necessita al primari. Per exemple en una pujada molt pronunciada, es fa el que s'anomena "fer patinar l'embragatge".

### Embragatge multidisc

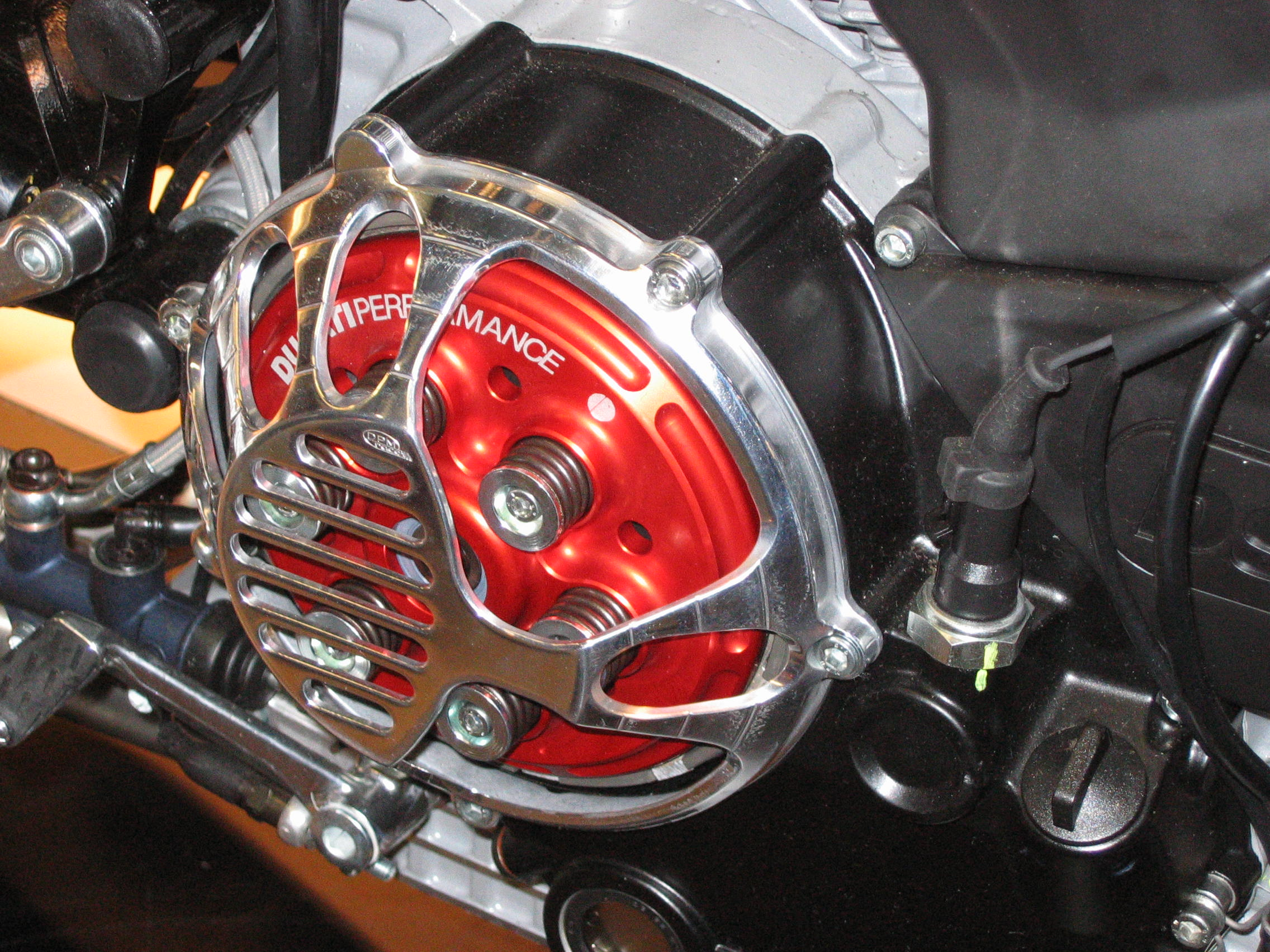
Embragatge multidisc en sec en una moto de competició. S'aprecien clarament els molls.

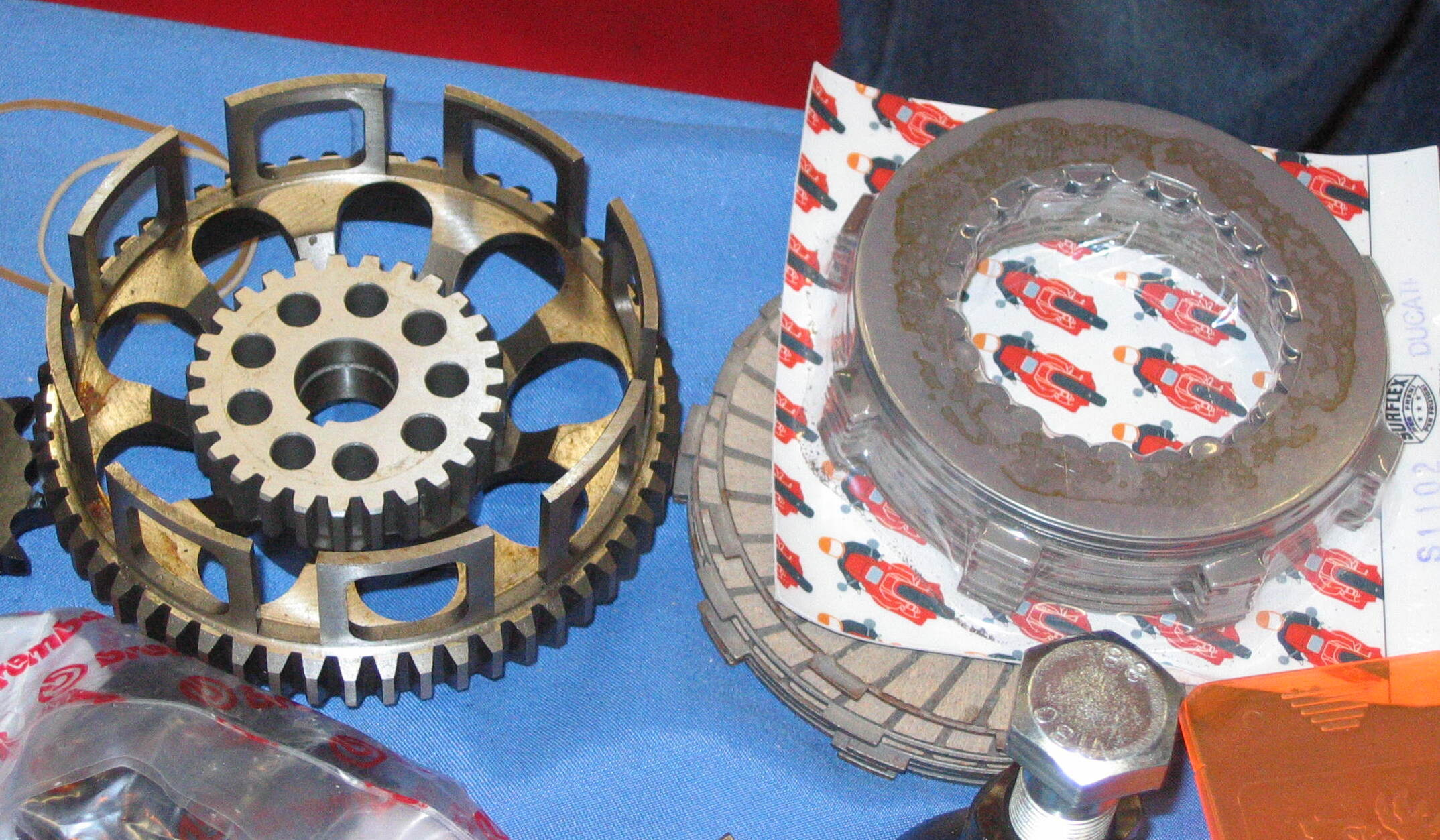
Components d'un embragatge multidisc: a l'esquerra, el tambor i la boixa, a la dreta els discos.

Els embragatges multidisc funcionen segons el mateix principi, només que s'utilitza un "paquet" de discos, uns amb dentat extern engrana amb el cigonyal mitjançant el "tambor"; els altres, intercalats amb els anteriors, amb dentat intern engranen amb el canvi mitjançant la “boixa”. Aquest paquet de discos en repòs està pressionat per una sèrie de molls helicoïdals, de manera que el tambor i la boixa giren solidaris.
El seu ús està limitat a les motocicletes, ja que el parell que transmeten cap al canvi és molt més elevat que el que produeix el cigonyal a causa de la desmultiplicació primària, inexistent a l'automòbil. Per tant, l'acoblament ha de ser molt més progressiu, millorant-se el procés en estar submergit en bany d'oli, que absorbeix l'escalfament originat pel fregament, que es reparteix a més entre diversos discos. Solament les màquines de competició posseeixen embragatge en sec, de tocar molt més brusc (vegeu imatge).

## Característiques tècniques
El parell que pot transmetre un embragatge depèn del material de fricció del disc, de l'àrea de les superfícies en contacte, del diàmetre del disc i de la força del moll(s).
Hi ha casos en què el mecanisme de l'embragatge se substitueix per un convertidor de parell hidràulic. És el sistema de la transmissió automàtica.

## Aplicacions

### Ús en automòbils

#### Transmissions manuals
La majoria dels cotxes i camions amb transmissió manual usen un embragatge sec, que és operat pel conductor usant el pedal més a l'esquerra. El moviment del pedal es transfereix a l'embragatge mitjançant el sistema hidràulic (cilindres mestre i esclau) o un cable. L'embragatge només es desacobla en moments en què el conductor pressiona el pedal de l'embragatge, per tant, l'estat predeterminat és que la transmissió estigui connectada al motor. Es proporciona una posició de marxa "neutral", de manera que el pedal de l'embragatge es pot deixar anar amb el vehicle aturat.
L'embragatge és necessari per a arrencades aturades i generalment (però no sempre) s'usa per ajudar a sincronitzar les velocitats del motor i la transmissió durant els canvis de marxa, és a dir, mentre es redueix la velocitat del motor (RPM) durant els canvis ascendents i augmenta la velocitat del motor durant els canvis descendents.
L'embragatge generalment es munta directament a la cara del volant del motor, ja que això ja proporciona un convenient disc d'acer de gran diàmetre que pot actuar com una placa impulsora de l'embragatge. Alguns embragatges de carreres utilitzen petits paquets de discos de plaques múltiples que no formen part del volant. Tant l'embragatge com el volant estan tancats en una cònica campana per a la caixa de canvis. El material de fricció utilitzat per al disc d'embragatge varia, sent un material comú una resina de compost orgànic amb un revestiment de filferro de coure o un material de ceràmica.

#### Transmissions automàtiques
En una transmissió automàtica, el paper de l'embragatge el fa un convertidor de parell. No obstant això, la mateixa transmissió sovint inclou embragatges interns, com un "embragatge de bloqueig" per evitar el lliscament del convertidor de parell, per tal de reduir la pèrdua d'energia a través de la transmissió i per tant, millorar l'economia de combustible.

#### Ventiladors i compressors
Els ventiladors de refredament del motor accionats per corretja més antics sovint usen un embragatge activat per calor, en forma de tira bimetàl·lica. Quan la temperatura és baixa, el ressort s'enrotlla i tanca la vàlvula, la qual cosa permet que el ventilador giri entre un 20% i un 30% de la velocitat del cigonyal. A mesura que augmenta la temperatura del ressort, es desenrotlla i obre la vàlvula, cosa que permet que el fluid passi per la vàlvula, cosa que fa que el ventilador giri entre el 60% i el 90% de la velocitat del cigonyal.
El compressor de l'aire condicionat d'un vehicle sovint utilitza embragatges magnètics per accionar el compressor segons calgui.

### Ús en motocicletes

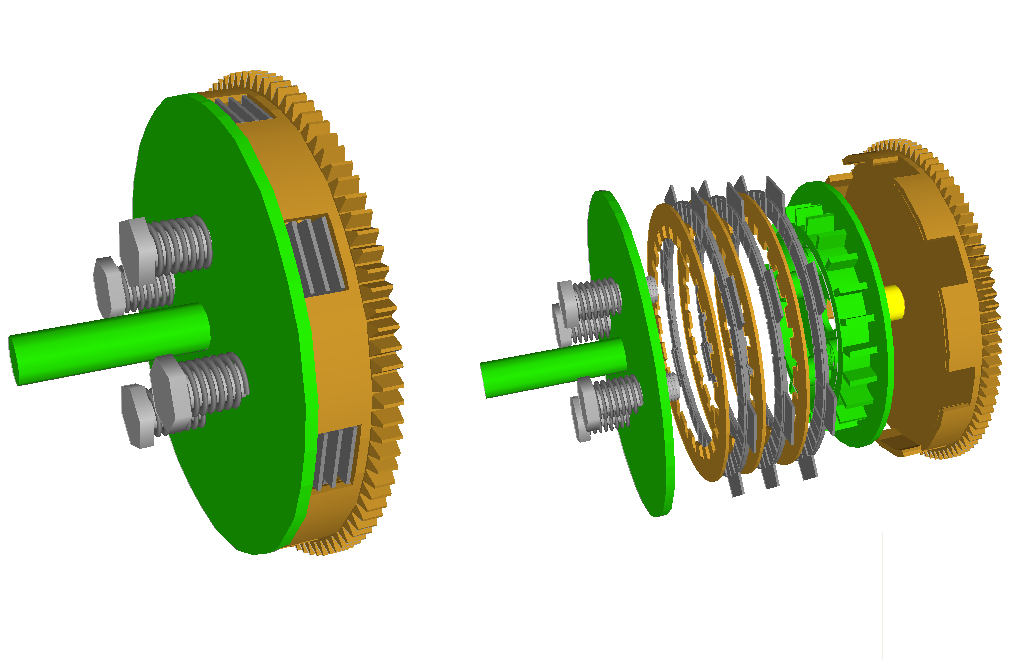
Un embragatge de cistella

Les motocicletes solen emprar un embragatge humit amb l'embragatge muntat en el mateix oli que la transmissió. Aquests embragatges generalment es componen d'una pila de plaques de fricció i plaques d'acer alternes. Les plaques de fricció tenen orelletes als seus diàmetres exteriors que les bloquegen en una cistella que gira el cigonyal. Les plaques d'acer tenen orelletes als diàmetres interns que les fixen a l'eix d'entrada de la transmissió. Un conjunt de ressorts helicoïdals o una placa de ressort de diafragma uneixen les plaques quan s'acobla l'embragatge.
A les motocicletes, l'embragatge s'acciona mitjançant una palanca manual al manillar esquerre. Si no s'exerceix pressió sobre la palanca, significa que les plaques de l'embragatge estan acoblades (conduint), mentre que en estirar la palanca cap al conductor, les plaques de l'embragatge es desconnecten a través de l'accionament per cable o hidràulic, cosa que permet que el conductor canviï de marxa o llisqui. Les motocicletes de carreres sovint usen embragatge lliscant l'embragatge lliscant per eliminar els efectes de la frenada del motor, que en aplicar-se només a la roda del darrere, pot causar inestabilitat.